# Suctobelbella crisposetosa
Suctobelbella crisposetosa är en kvalsterart som beskrevs av Hammer 1979. Suctobelbella crisposetosa ingår i släktet Suctobelbella och familjen Suctobelbidae. Inga underarter finns listade i Catalogue of Life.